# Valasaravakkam

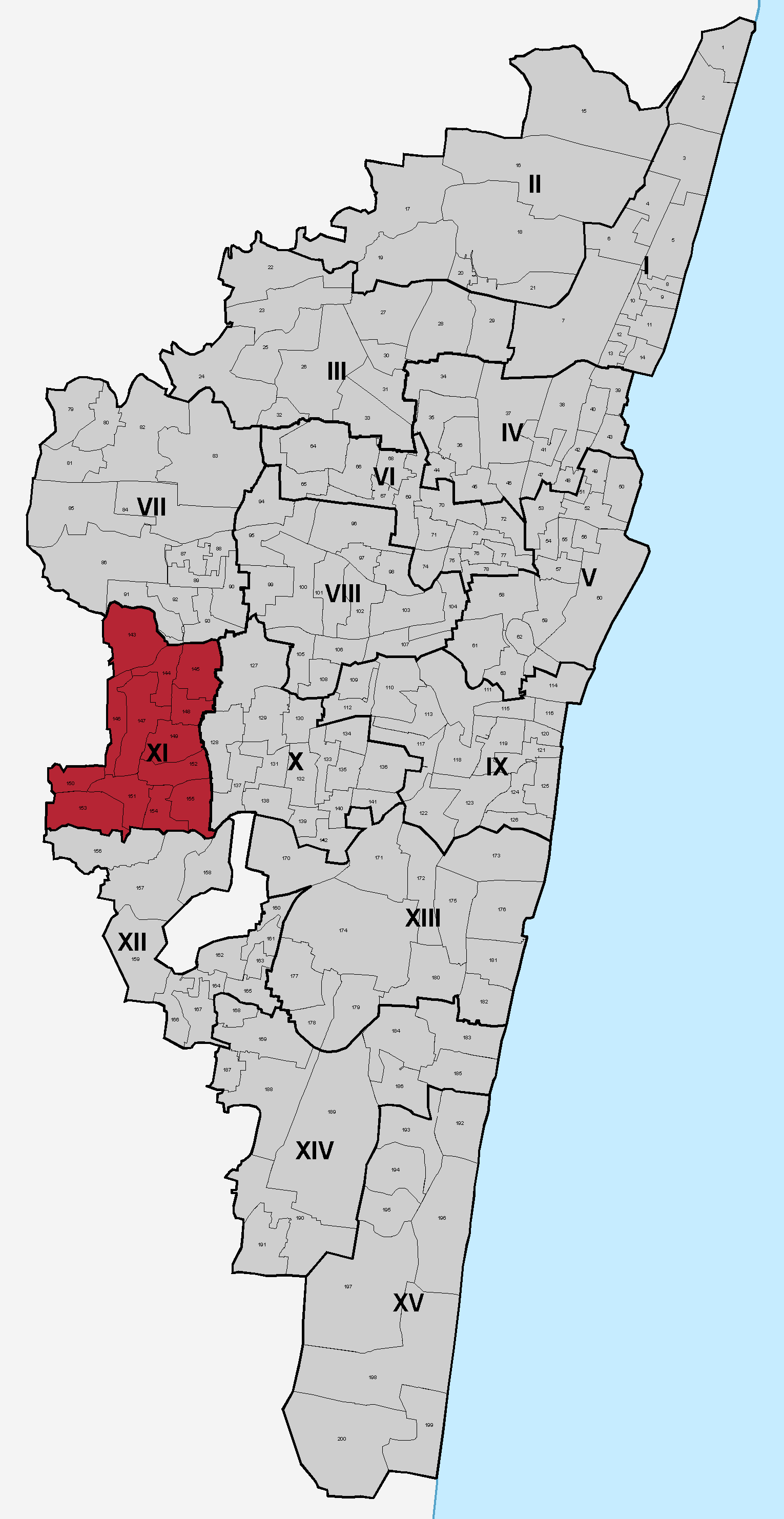
Lage der Zone Valasaravakkam in Chennai

Valasaravakkam (Tamil: வளசரவாக்கம் Vaḷacaravākkam [ˈʋaɭəsaɾəʋaːkːʌm]) ist ein Stadtteil von Chennai (Madras), der Hauptstadt des indischen Bundesstaats Tamil Nadu. Valasaravakkam bildet eine von 15 Zonen (zones) Chennais und umfasst 13 Stadtviertel (wards).
Valasaravakkam liegt am westlichen Stadtrand Chennais rund zehn Kilometer vom Stadtzentrum entfernt. Bis in die 1980er Jahre war Valasaravakkam ein ländliches Dorf, durch die Expansion Chennais und den Bau neuer Wohngebiete ist der Stadtteil mittlerweile aber stark urbanisiert. Bis 2011 war Valasaravakkam eine eigenständige Stadtgemeinde (municipality) im Distrikt Tiruvallur mit einer Fläche von 8,0 Quadratkilometern und 30.265 Einwohnern (Volkszählung 2001). Der Ort war aber längst mit Chennai zusammengewachsen und zu einem Teil der Agglomeration Chennai geworden. Durch die Stadterweiterung Chennais wurde Valasaravakkam auch administrativ in Chennai eingegliedert. Die ehemalige Stadtgemeinde Valasaravakkam bildet zusammen mit den ebenfalls eingemeindeten Orten Maduravoyal, Nerkundram, Nolampur, Ramapuram, Porur und Karampakkam die Zone Valasaravakkam.